# Cachoeira do Cafundó
Cachoeira do Cafundó é uma cachoeira brasileira situada no município de Ubajara, no estado do Ceará.

## Características
A queda-d'água faz parte do Circuito de Cachoeiras de Ubajara, sendo a mais visitada do Parque Nacional de Ubajara. Sua cascata forma uma piscina natural, que pode ser acessada pela trilha da Samambaia.